# Rozdroże kruków
Rozdroże kruków – powieść fantasy autorstwa Andrzeja Sapkowskiego osadzona w realiach stworzonej przez niego sagi o wiedźminie. Jej premiera odbyła się 29 listopada 2024 roku, a jednoczesną premierę międzynarodową w dziewiętnastu językach przewidziano na 30 września 2025.

## Fabuła
Akcja Rozdroża kruków rozgrywa się w fikcyjnym świecie, w którym Sapkowski osadził fabułę sagi o wiedźminie oraz poprzedzających ją opowiadań. Głównym bohaterem jest Geralt z Rivii – wiedźmin, najemny łowca potworów za młodu poddany morderczemu treningowi i mutacjom w warowni Kaer Morhen. Książka jest prequelem wszystkich wydanych do tamtej pory kanonicznych historii o Geralcie i opowiada o czasach jego młodości. Niedługo po zakończeniu szkolenia i wyruszeniu na szlak zabija dezertera chcącego zgwałcić młodą chłopkę, za co zostaje oskarżony o morderstwo. Przed stryczkiem ratuje go jednak Preston Holt – starszy i bardziej doświadczony wiedźmin, a dodatkowo jeden z nielicznych ocalałych z mającego kilkanaście lat wcześniej pogromu w Kaer Morhen – który zostaje jego mentorem. Dzięki podsuwanym przez niego kontraktom Geralt zaczyna z czasem poznawać coraz lepiej sytuowanych zleceniodawców i wplątywać się w politykę, zwracając tym na siebie uwagę osób, które szantażem próbują zmusić go do zdradzenia Holta.

## Powstanie utworu
Cykl o wiedźminie został stworzony przez Sapkowskiego w latach 90. XX wieku, początkowo odnosząc sukces głównie w Polsce i w innych krajach Europy Środkowo-Wschodniej. Marka Wiedźmin stała się fenomenem ogólnoświatowym dopiero za sprawą zapoczątkowanej w 2007 roku serii gier komputerowych pod tym samym tytułem opracowanych przez studio CD Projekt Red, stanowiących nieoficjalną kontynuację książek, a w dalszej perspektywie także dzięki anglojęzycznej serialowej ekranizacji książek emitowanej na Netfliksie od 2019 roku. Popularność tych adaptacji przyczyniła się do wzrostu globalnej sprzedaży książek Sapkowskiego. Pomimo dużego popytu na kolejne książki, pytany o nie autor powtarzał, że zakończony Panią Jeziora (1999) cykl jest zamknięty i nie zamierza do niego wracać. W międzyczasie w 2013 roku ukazał się Sezon burz, którego głównym bohaterem ponownie był Geralt, jednak według Sapkowskiego książka nie jest częścią sagi, a samodzielną powieścią z fabułą rozgrywającą się pomiędzy opowiadaniami ze zbioru Ostatnie życzenie (1993).
Pomimo wcześniejszych zapewnień, podczas jednego ze spotkań z czytelnikami w czerwcu 2018 Sapkowski zapowiedział, że nie wyklucza już napisania kolejnego tomu cyklu. Dodał przy tym, że chciałby osadzić akcję takiej książki przed fabułą wydanych już opowiadań i sagi. 1 lutego 2023 roku, podczas spotkania zorganizowanego w ramach 36. Międzynarodowych Targów Książek w Tajpej, Sapkowski poinformował, że planuje nowe książki osadzone w świecie wiedźmina, nie podał jednak wówczas żadnych szczegółów na ich temat. W sierpniu tego samego roku podczas internetowego spotkania z ukraińskimi fanami ujawnił, że intensywnie pracuje nad nową książką o wiedźminie, a jej skończenie zajmie mu jeszcze około roku. Na wiedeńskim Comic Conie odbywającym się w listopadzie 2023 po raz pierwszy ujawnił szczegóły na temat powstającej książki. W wywiadzie udzielonym francuskiemu czasopismu „Chimères” w sierpniu 2024 poinformował, że zakończył trwające „około dwóch lat” prace nad książką. 

## Promocja i historia publikacji
Mimo że Sapkowski ogłosił koniec prac, wydawca Rozdroża kruków – SuperNowa – nie rozpoczął kampanii reklamowej książki, a Sapkowski w połowie października poinformował jedynie, że trafi ona do sprzedaży w „pierwszych dniach grudnia”. Na mocy porozumienia marketingowego pomiędzy SuperNową a firmą Prószyński Media – wydawcą „Nowej Fantastyki”, w której w 1986 debiutowało opowiadanie Wiedźmin – tytuł i okładka książki miały zostać ujawnione w 507. numerze czasopisma (12/2024), którego premierę przeniesiono z grudnia na 22 listopada. Dodatkowo wśród zapowiedzi zawartości 507. numeru „Nowej Fantastyki” znalazła się informacja o opublikowaniu w nim fragmentu powieści. Chociaż w mediach społecznościowych i na stronach internetowych zamieszczano ocenzurowaną wersję okładki numeru, na której widoczne było jedynie logo czasopisma, to dzień przed tym, zanim trafiło ono do sprzedaży, okładkę w pełnej krasie – zdradzającą tytuł książki i grafikę zdobiącą jej obwolutę – udostępniono w Internecie. „Nowa Fantastyka” zamieściła wówczas w mediach społecznościowych informację, że „jeden z dystrybutorów zawiódł [jej redaktorów] zaufanie i ujawnił wcześniej tajemnicę, którą tak długo udało się [im] zachować”. Tego samego dnia potwierdzono oficjalnie, że papierowe wydanie trafi do księgarń 29 listopada, wersję elektroniczną będzie można kupić od 1 grudnia, a książka będzie prequelem opowiadającym o młodym Geralcie, który dopiero co zakończył nauki w Kaer Morhen. Ujawniono także, że autorem grafiki na okładce jest Tomasz Piorunowski. 22 listopada – zgodnie z zapowiedzią – do sprzedaży trafiła „Nowa Fantastyka”, w której zamieszczono fragment pierwszego rozdziału Rozdroża kruków.  
2 grudnia 2024 SuperNowa zapowiedziała nowe wydania Rozdroża kruków, w tym w twardej oprawie, dostępne jednak tylko w jednej księgarni internetowej. Grafika jednej z alternatywnych okładek nawiązuje do serialu Netfliksa, a za trzy pozostałe odpowiadał CD Projekt. Wydanie z okładką „czarną twardą” wzbogacono o zamieszczony na końcu bestiariusz ze szkicami autorstwa Michała Niewiary. Na 2025 planowana jest premiera audiobooku. Międzynarodowa premiera Rozdroża kruków odbędzie się 30 września 2025; wcześniej do sprzedaży ma trafić tłumaczenie rosyjskie, mające być pierwszym wydaniem książki w języku innym niż polski.  

### Potencjalna kontynuacja
26 listopada, na trzy dni przed premierą książki, w „Polityce” opublikowano wywiad z Sapkowskim, w którym stwierdził on, że powieść nie będzie ostatnią częścią cyklu, a chociaż nie jest w stanie powiedzieć, kiedy zakończy prace nad następną, to jako bezpieczny przedział czasowy zakłada co najmniej „trzy, cztery lata”.

## Odbiór
Za wydanie powieści Sapkowski otrzymał nominację do Śląkfy jako twórca roku; wybór uzasadniono stwierdzeniem, że Rozdroże kruków to „dokładnie taka opowieść, za jaką przez te wszystkie lata tęskniliśmy”. Średnia ocena Rozdroża kruków wśród użytkowników sieci społecznościowej dla czytelników książek Lubimyczytać.pl wynosi 7,3/10, a anglojęzycznej Goodreads – 4,02/5. Według wydawcy na początku grudnia 2024 książka „sprzedawała się zgodnie z przewidywaniami, a nawet lepiej”, chociaż nie podał on liczby sprzedanych egzemplarzy. Redaktorzy Onetu oszacowali, że do 2 grudnia Rozdroże kruków nabyło minimum 30 tys. czytelników (na samym Allegro sprzedano w tym czasie ponad 20,2 tys. egzemplarzy), co stanowiło wynik „oszałamiający” w realiach polskiego rynku księgarskiego, a zdaniem niektórych wydawców wręcz „od dawna nie widziany”.
Anna Garas z Gier-Online pochwaliła Rozdroże kruków jako książkę rozwijającą wiedzę o świecie wykreowanym przez Sapkowskiego, jej zdaniem celowo poruszającego wątki poprzedzające sagę, na których własną interpretację porwali się scenarzyści spin-offów serialu Netfliksa – Zmora wilka i Rodowód krwi. W opinii recenzentki pisarz przedstawił prawidłową wersję wydarzeń, dzięki czemu „łatwiej oba spin-offy usunąć z pamięci”. Zauważyła jednak, że „Rozdroże kruków cierpi na tę samą przypadłość, na którą cierpiała wiedźmińska saga i trylogia husycka” – według Garas wprowadzenie głównego antagonisty pod sam koniec skutkowało tym, że zarysowany został „szczątkowo”, a kilkadziesiąt ostatnich stron sprawiało bardziej wrażenie szkicu niż właściwego zakończenia. Michał Jarecki ze Spider's Web stwierdził, że Sapkowski „jeszcze bardziej niż kiedykolwiek unika nadmiaru”, dzięki czemu „jest bardziej zwarcie, konkretnie, oszczędnie, bez najmniejszych przejawów lania wody”, a pisarz mimo wszystko „pozostaje mistrzem w budowaniu napięcia, w żartobliwym czy kąśliwym dialogu, w piętrzeniu ekscytacji”. Krytyk filmowy i tłumacz Bartosz Czartoryski uznał powieść za „bodaj najbardziej konkretne i rzeczowe dzieło Sapkowskiego” oraz „swoiste wiedźmińskie the best of”. Jak zauważył: „kusi, aby odczytać Rozdroże kruków [...] jako opowieść o dojrzewaniu, historię coming-of-age, powieść inicjacyjną”, ponieważ Geralt jest w niej „zaledwie gołowąsem”, „uczący[m] się życia i trudnej sztuki wyboru, nierzadko potykający[m] się o własne nogi”, a dopiero pod koniec nabierającym cech charakteryzujących go w późniejszych utworach. Czartoryski, w odróżnieniu od Garas, uznał finał za „znakomity”.
Z krytyką spotkały się jakość wydania książki oraz fakt, że SuperNowa dopiero kilka dni po jej premierze zapowiedziała wydanie w twardej oprawie, dostępne jednak tylko u jednego sprzedawcy. Zdaniem Garcas Rozdroże kruków wydrukowano na „papier[ze] kojarzący[m] się raczej z tanimi edycjami przeznaczonymi do czytania w pociągu czy na lotnisku”, a nie długo wyczekiwanym utworem „giganta polskiego fantasy”. W podobnym tonie wypowiedział się Maciej Tomczak z czasopisma internetowego „Fahrenheit”, który stwierdził: „Na raczej negatywną uwagę zasługuje jakość pierwszego dostępnego w końcu listopada wydania. Jakkolwiek estetyczne i pozbawione błędów edytorskich, w miękkiej oprawie przypomina bardziej kieszonkową, na poły broszurową publikację, niż w pełni profesjonalną produkcję”.

### Nagrody
| Rok  | Nagroda                                   | Kategoria                 | Wynik     | Źródło        |
| ---- | ----------------------------------------- | ------------------------- | --------- | ------------- |
| 2025 | Książka Roku 2024 Lubimyczytać.pl         | Książka roku – fantastyka | wygrana   | [ 36 ]        |
| 2025 | Nagroda „Nowej Fantastyki”                | Polska książka roku       | wygrana   | [ 37 ]        |
| 2025 | Nagroda im. Janusza A. Zajdla             | Najlepsza powieść         | wygrana   | [ 36 ] [ 38 ] |
| 2025 | Śląkfa                                    | Twórca roku               | wygrana   | [ 30 ] [ 39 ] |
| 2025 | Nagroda Literacka im. Jerzego Żuławskiego | Najlepsza powieść         | nominacja | [ 40 ]        |

## Tłumaczenia
Na 30 września 2025 zaplanowano jednoczesną premierę Rozdroża kruków w kilkudziesięciu krajach, w których powieść zostanie wydana w dziewiętnastu językach, w tym m.in. po angielsku. Także w 2025 roku, jednak w innym czasie niż wyżej wymienione, mają ukazać się wydania ukraińsko- i rosyjskojęzyczne.
| Kraj              | Wydawca                     | Data wydania        | Tytuł                                                       | Tłumacz            | ISBN                   | Źródło        |
| ----------------- | --------------------------- | ------------------- | ----------------------------------------------------------- | ------------------ | ---------------------- | ------------- |
| Brazylia          | Editora WMF Martins Fontes  | 30 września 2025    | Encruzilhada dos Corvos                                     |                    |                        | [ 41 ]        |
| Bułgaria          | Sieła                       | 30 września 2025    |                                                             |                    |                        | [ 26 ]        |
| Chorwacja         | Egmont d.o.o.               | 30 września 2025    | Raskrižje gavrana                                           | Mladen Martić      |                        | [ 42 ]        |
| Czechy            | Leonardo                    | 30 września 2025    | Rozcestí krkavců                                            | Stanislav Komárek  |                        | [ 43 ] [ 44 ] |
| Egipt             | Aser Al-Kotob               | 30 września 2025    | الويتشر: مَفرِق الغِدفان (Alwitshir: Mafriq alghidfan)         |                    |                        | [ 45 ]        |
| Finlandia         | WSOY                        | 30 września 2025    | Korppien tienhaara                                          | Tapani Kärkkäinen  | ISBN 978-951-0-51665-2 | [ 46 ] [ 47 ] |
| Francja           | Bragelonne                  | 1 października 2025 | La Croisée des corbeaux                                     | Lydia Waleryszak   | ISBN 979-10-281-3192-0 | [ 48 ] [ 49 ] |
| Grecja            | Selini                      | 30 września 2025    | Τα σταυροδρομια των Κορακιων (Ta stawrodromia ton Korakion) | Justyna Słowik     |                        | [ 50 ]        |
| Japonia           | Hayakawa Shobō              | 30 września 2025    |                                                             |                    |                        | [ 26 ]        |
| Niderlandy        | Boekerij                    | 30 września 2025    | Het kruispunt der raven                                     | Theo Veenhof       | ISBN 978-90-492-0750-2 | [ 51 ] [ 52 ] |
| Niemcy            | dtv Verlagsgesellschaft     | 1 września 2025     | Kreuzweg der Raben                                          |                    | ISBN 978-3-423-28511-7 | [ 53 ]        |
| Portugalia        | Edições Saída de Emergência | 30 września 2025    | A Encruzilhada dos Corvos                                   |                    |                        | [ 54 ]        |
| Rosja             | Yzdatelstwo „AST”           | 2025                | Перекресток воронов (Pieriekriestok woronow)                | Wadim Kumok        | ISBN 978-5-17-173986-7 | [ 55 ]        |
| Rumunia           | Nemira                      | 30 września 2025    | Răscrucea corbilor                                          |                    |                        | [ 56 ]        |
| Serbia            | Čarobna knjiga              | 30 września 2025    | Raskršće gavranova                                          |                    |                        | [ 57 ]        |
| Słowacja          | Albatros Media Slovakia     | 30 września 2025    | Zaklínač: Rázcestie krkavcov                                | Karol Chmel        |                        | [ 58 ]        |
| Słowenia          | Mladinska Knjiga            | 30 września 2025    | Veščec: Razpotje krokarjev                                  | Klemen Pisk        |                        | [ 59 ]        |
| Stany Zjednoczone | Orbit Books                 | 30 września 2025    | Crossroads of Ravens                                        | David French       |                        | [ 26 ]        |
| Szwecja           | Gondol                      | 30 września 2025    | Korpens vägskäl                                             | Tomas Håkanson     | ISBN 978-91-89516-27-4 | [ 60 ]        |
| Ukraina           | Kłub Simejnoho Dozwilla     | 2025                | Роздоріжжя круків (Rozdoriżżia krukiw)                      |                    |                        | [ 27 ]        |
| Węgry             | Gabo                        | 30 września 2025    | Hollók válaszútja                                           | Péter Hermann      |                        | [ 61 ]        |
| Wielka Brytania   | Victor Gollancz Ltd         | 30 września 2025    | Crossroads of Ravens                                        | David French       |                        | [ 26 ]        |
| Włochy            | Casa Editrice Nord          | 30 września 2025    | Lo strigo: Il crocevia dei corvi                            | Raffaella Belletti |                        | [ 62 ]        |